# Gazi Hüseyin Pascià
Gazi Hüseyin Pascià (Hüseyin Pascià il guerriero; conosciuto anche come  Deli Hüseyin Pascià ("il pazzo") or Sarı Hüseyin Pascià ("il biondo") o Baltaoğlu Hüseyin Pascià ("l'alabardiere"); Yenişehir, ... – Costantinopoli, 1659) è stato un politico e militare ottomano.
Fu governatore dell'Egitto (1635-1637), Capitan Pascià negli anni 1630, e brevemente Gran Visir nel 1656.

## Formazione
Hüseyin era di origine turca e nacque a Yenişehir, vicino a Bursa, nel nord-ovest dell'Anatolia. Oltre a questo, poco si sa dei suoi primi giorni a Costantinopoli (l'attuale İstanbul), la capitale ottomana. Durante il regno di Murat IV, era un membro dello staff di palazzo. Lo shah di Persia aveva inviato a Murat IV un regalo prestigioso, un arco che era ritenuto non tendibile. Hüseyin attirò l'attenzione quando tirò facilmente l'arco. Dopo aver ottenuto l'apprezzamento del sultano, fu promosso a vari incarichi: Mirahur (capo stalliere), governatore di Silistria (ora nella moderna Bulgaria), beylerbei (alto governatore) dell'Egitto, beylerbei dell'Anatolia, Capitan Pascià (grande ammiraglio), ecc. Partecipò alle campagne contro Baghdad nel moderno Iraq (Presa di Baghdad (1638)) e Yerevan (ora nella moderna Armenia). Durante il regno di Ibrahim I, servì in varie province europee come governatore, e nel 1646, divenne il governatore a La Canea, a Creta (ora in Grecia).

## Governatore d'Egitto
Hüseyin Pascià fu nominato governatore dell'Eyalet d'Egitto nel 1635, succedendo a Bakırcı Ahmed Pascià governando fino al 1637. Si dice che fosse un governatore crudele e violento che uccideva per divertimento. Fin dal primo giorno del suo arrivo in Egitto, quando confiscò le tende temporanee del suo ministro delle finanze e dei suoi consiglieri per le proprie, Hüseyin Pascià iniziò una serie di azioni che lo resero ampiamente antipatico alla popolazione locale. Portò con sé in Egitto un gran numero di drusi, che commisero furti al Cairo, la capitale, e i suoi uomini estorsero denaro ai locali per una prossima festa che celebrava il suo arrivo. Hüseyin Pascià era anche coinvolto nel furto delle eredità dei ricchi locali, tanto che divenne un modo affidabile per vendicarsi di un nemico riferendo al Pascià che lui o lei aveva ricevuto un'eredità da un parente. Si dice anche che spesso andasse a cavallo tra folle di persone e animali, brandendo una spada, per divertimento. Ogni mese costringeva la gente del posto a scambiare le loro monete d'oro con monete con titolo inferiore e mandava burocrati e funzionari in luoghi remoti per diletto. Durante il suo governo, fece giustiziare più di 1.200 persone, senza contare quelle che uccise per mano sua.
Nonostante la sua crudeltà, Hüseyin Pascià era un abile comandante e leader delle truppe locali, un compito particolarmente difficile in Egitto. Era attento ai dettagli del governo nel divan e diminuì con successo le rapine e i furti in Egitto.
Dopo il suo licenziamento dall'incarico nel 1637, il sultano Murad IV gli richiese una verifica della tesoreria provinciale egiziana e delle entrate pubbliche, e che pagasse quanto doveva all'erario. Al suo rifiuto, il kaymakam (governatore ad interim) che lo sostituì fino all'arrivo del suo successore imprigionò Hüseyin, e fu liberato solo quando pagò una grossa somma.

## Dopo l'Egitto
Durante la campagna di Baghdat di Murad IV ebbe successo nel catturare diversi forti. Il sultano lo perdonò e lo nominò membro del suo divan. In seguito fu nominato ammiraglio della flotta ottomana. Riuscì a catturare 30 galee corsare nel Mar Nero. Le sue successive missioni furono a Očakiv, Baghdad e Budapest.

## Guerra di Candia
La conquista dell'isola dell'Egeo, Creta, da parte di Venezia, fu una prova insolita per l'impero ottomano. Mentre l'impero ottomano era in stagnazione, la tecnologia militare e navale degli europei era in crescita. Anche se La Canea, una delle principali città cretesi, era stata conquistata nel 1645, il resto dell'isola, specialmente Candia, fu in grado di resistere agli ottomani. L'impero ottomano non fu in grado di inviare rinforzi a Creta perché lo stretto dei Dardanelli (Çanakkale) era bloccato dalla marina veneziana.

Così, l'esercito ottomano a Creta era in stallo. Anche in queste circostanze, Hüseyin catturò diverse fortezze tra cui Rethymno e pose l'assedio a Candia. Ricostruì anche molti edifici e il forte di La Canea. Il sultano Mehmet IV lo promosse a gran visir il 28 febbraio 1656.

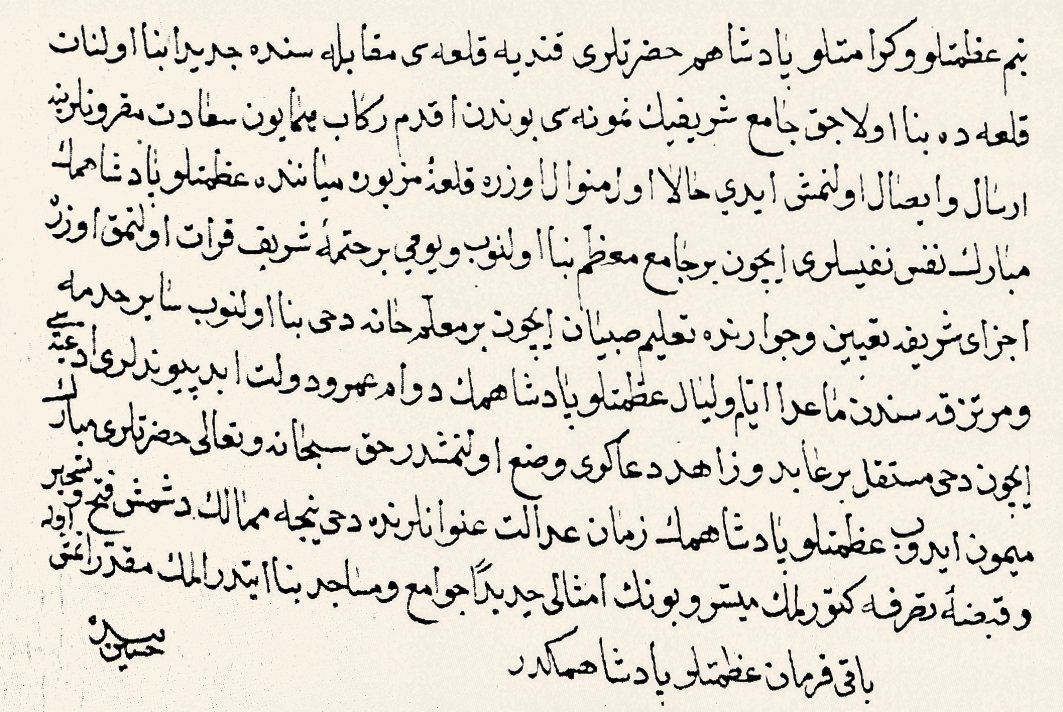
La proposta di Gazi Hüseyin Pascià per la costruzione di una moschea e di una casa per insegnanti a Heraklion

Tuttavia non esercitò mai la carica. Molto prima del ritorno di Huseyin a Costantinopoli, il sultano cambiò idea e nominò il rivale di Hüseyin, Zurnazen Mustafa Pascià, gran visir il 6 marzo 1656 (sebbene il mandato di Zurnazen è stato ancora più breve di quello di Hüseyin).

## Ultimi anni
Hüseyin fu assegnato come beilerbei (governatore) di Rumelia, una carica inferiore a quella di gran visir, ma superiore a quelle dei beilerbei di altre province. Tuttavia, il nuovo gran visir Köprülü Mehmed Pascià temeva il prestigio di Hüseyin, lo chiamò a Costantinopoli e convinse il sultano a imprigionarlo e poi a giustiziarlo nel 1659.